# Luis de Cuenca
Luis de Cuenca y de Pessino (Barcelona, 23 de octubre de 1842-1921) fue un abogado, político y publicista español.

## Biografía
Nació en una familia noble. Sus padres eran Juan de Cuenca Rodríguez-Cardoso, abogado natural de Tarragona, y Carmen de Pessino Butler, natural de Sevilla. Era descendente de Pedro López de Lerena, ministro de Carlos III y primer conde de Lerena. Estudió Derecho en la Universidad Central de Madrid.
Militó en el carlismo y en 1874, durante la tercera guerra carlista, fue nombrado secretario general de la Diputación de Cataluña presidida por el general Rafael Tristany.
Después de la guerra fue colaborador de El Correo Catalán y de la Revista Popular (1871-1916) que dirigía el sacerdote Félix Sardá y Salvany. Presidió la Juventud Católica de Barcelona y ocupó cargos importantes en la Asociación de San Miguel Arcángel. Se separó del carlismo con Ramón Nocedal en 1888 y fue el primer jefe regional del Partido Integrista en Cataluña. Se presentó a las elecciones a diputados de 1893 por los distritos de Sort-Viella y de Tremp, pero fue derrotado.
En 1902 participó en el Palacio de las Bellas Artes en la Trilogía Histórica-Catalana en beneficio de la restauración del Monasterio de San Cugat del Vallés, pronunciando un discurso titulado Elogi de les Corts de Catalunya. A comienzos del siglo XX fue informador y colaborador de Antonio María Alcover (integrista como él) en el Boletín del Diccionario de la Lengua Catalana y el Cuaderno XVI del Diccionario catalán-valenciano-balear.
Fundó y promovió la Asociación Agrícola, Comercial e Industrial de la Cuenca de Tremp (1891), el Sindicato Agrícola de la Cuenca de Tremp y Pallars (1904) y la hermandad-orfeón Los Cantaires del Montsech (1906).
Se casó con la pubilla de la casa de Sullá de Tremp, María Luisa de Sullá y de Moner. Falleció en Barcelona en marzo de 1921.

## Obras
- Amargos frutos del Liberalismo (1895)
- Castillo de Fenellet (novela, 1896)
- Estudio sobre los antiguos gremios y proyecto de organización de los mismos dentro de la sociedad actual (memoria, 1905)
- Historia de la baronía y pabordato de Mur y cronología de los Condes de Pallars (1906)
- Pro Arios te Focis. Puntos negros de la Solidaridad Catalana. El catalanismo y los partidos católicopolíticos españoles (Lérida, 1909)
- La Ciencia sociológica á la luz de los principios cristianos. Tratado de sociología cristiana (1919)